# Unteres Eichsfeld
Das Untere Eichsfeld ist eine Hügellandschaft in Nordwestthüringen und Südniedersachsen (Deutschland). Es erstreckt sich über die Landkreise Eichsfeld (TH), Göttingen (NI) und, mit einem kleinen Anteil, Nordhausen (TH).
Naturräumlich stellt das Untere Eichsfeld eine Haupteinheit der Haupteinheitengruppe Niedersächsisches Bergland dar, welche auch die von der sonstigen Landschaft deutlich unterschiedenen Höhenzüge Ohmgebirge und Bleicheröder Berge beinhaltet.
Das naturräumliche Untere Eichsfeld ist nicht deckungsgleich mit der historischen Landschaft des Untereichsfeldes, liegt aber, je nach Grenzziehung mit seinen thüringischen Anteilen überwiegend in diesem oder auch südlich davon. Im Süden dieses Gebietes befinden sich die Städte Leinefelde und Heilbad Heiligenstadt.

## Naturräumliche Gliederung

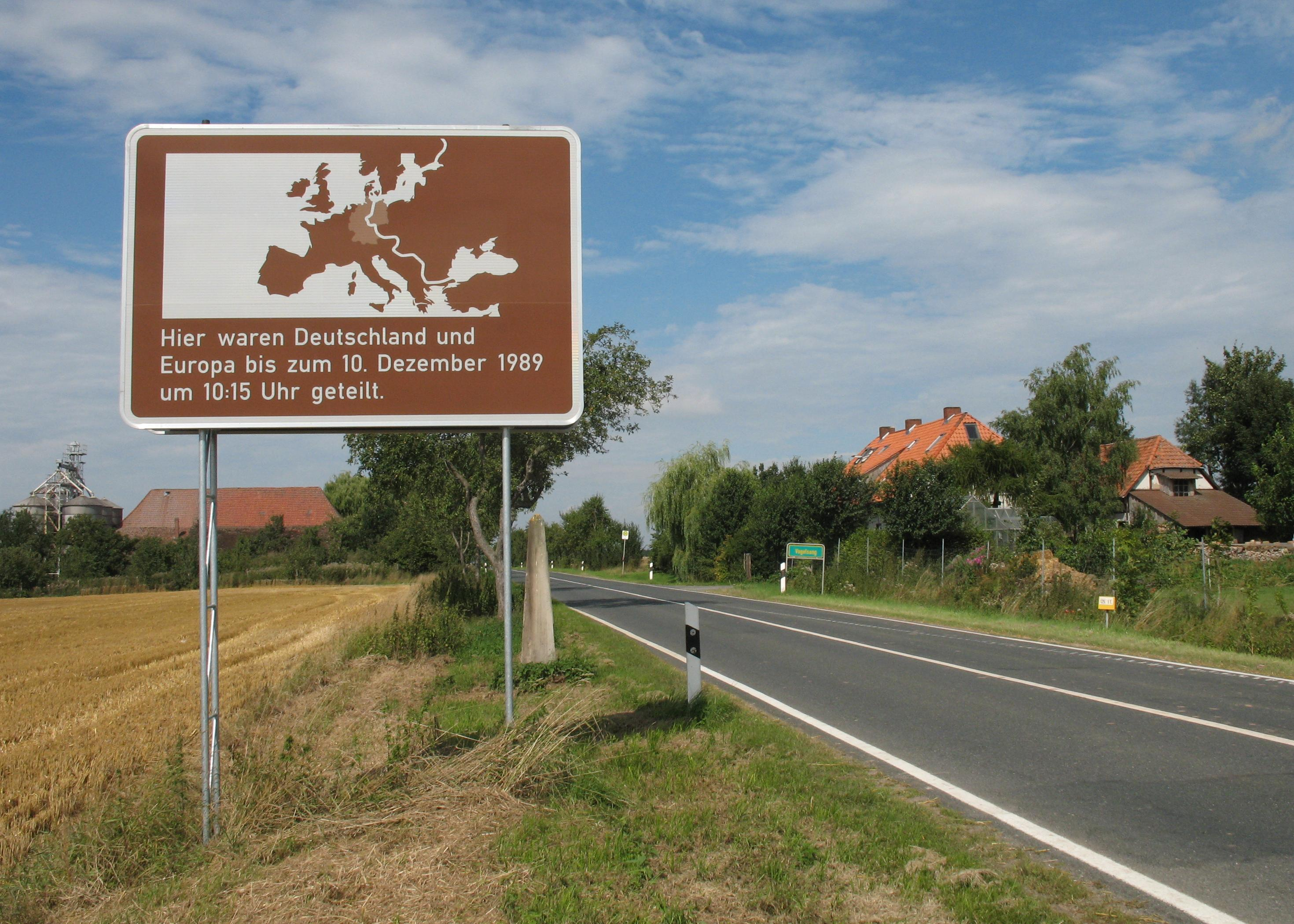
Die ehemalige innerdeutsche Grenze auf dem Plateau bei Vogelsang

Nach dem Handbuch der naturräumlichen Gliederung Deutschlands gliedert sich das Untere Eichsfeld wie folgt:
- (zu 37 Weser-Leine-Bergland, Niedersächsisches Bergland)
  - 375 Unteres Eichsfeld
    - 375.0 #Becken von Sattenhausen
    - 375.1 #Eichsfelder Hügelland
      - 375.10 „Zeugenberge“[3] (Wessen/Steinberg/Dietzenberg)
      - 375.11 „Zeugenberge“[3] (Hopfenberg bei Weißenborn)

    - 375.X[4] #Eichsfelder Kessel
    - 375.2 Ohmgebirge und Bleicheröder Berge

Die Thüringer Landesanstalt für Umwelt und Geologie benutzt eine etwas gröbere eigene, nur landesweit existierende Gliederung, innerhalb derer das Buntsandstein-Gebiet des Unteren Eichsfeldes, soweit in Thüringen gelegen, komplett in der Einheit  Nordthüringer Buntsandsteinland liegt. Die Zeugenberge aus Muschelkalk (Wessen/Steinberg/Dietzenberg und Rusteberg/Rohrberg) sind dagegen der Einheit Werrabergland-Hörselberge zugeordnet.
Die Muschelkalk-Höhenzüge Ohmgebirge und Bleicheröder Berge sind in beiden Einteilungen als ein zusammenhängender Einzelnaturraum ausgewiesen. Sie stellen eher eine durch das eigentliche Untere Eichsfeld unterbrochene Fortsetzung von Oberem Eichsfeld und Dün dar und sind nur zur hiesigen Haupteinheit gerechnet worden, da es ihnen an der für eine eigene Haupteinheit erforderlichen physischen Größe/Fläche mangelt.

### Benachbarte Naturräume
Das Buntsandstein-Hügelland des eigentlichen Unteren Eichsfeldes – also ohne die Muschelkalk-Höhenzüge Ohmgebirge und Bleicheröder Berge – grenzt im Norden des Südostteils an Ohmgebirge und Bleicheröder Berge, im Süden an den Dün und das Obere Eichsfeld (beides Teile der nordwestlichen Randplatte des Thüringer Beckens), im südlichen Westen an die Leine-Ilme-Senke, im mittleren und nördlichen Westen an den Göttingen-Northeimer Wald und im Nordosten an das Eichsfelder Becken.

### Teillandschaften
Das eigentliche Untere Eichsfeld gliedert sich in eine große und zwei kleine Teillandschaften:

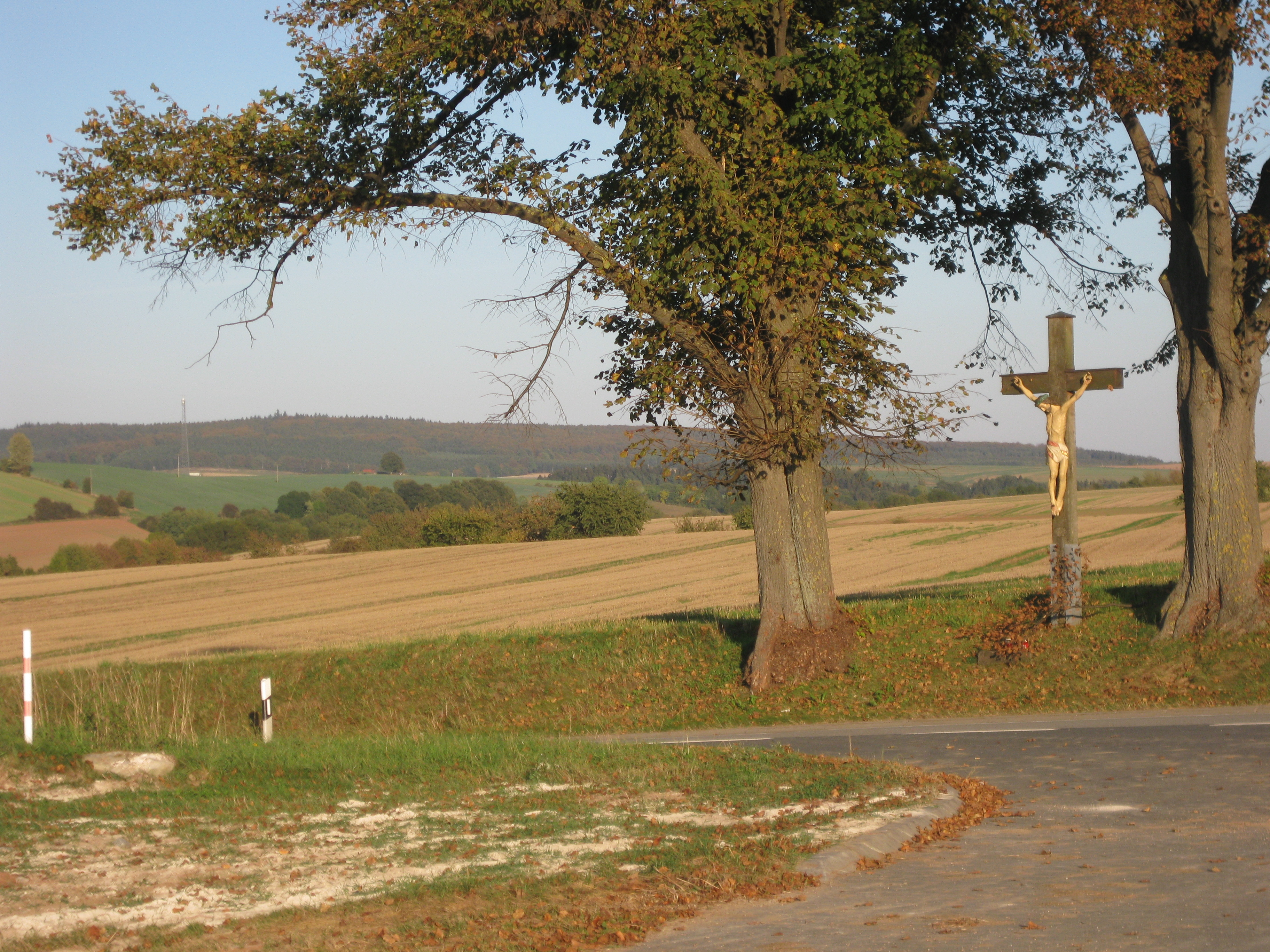
Eichsfelder Hügelland im oberen Leinetal

#### Eichsfelder Hügelland

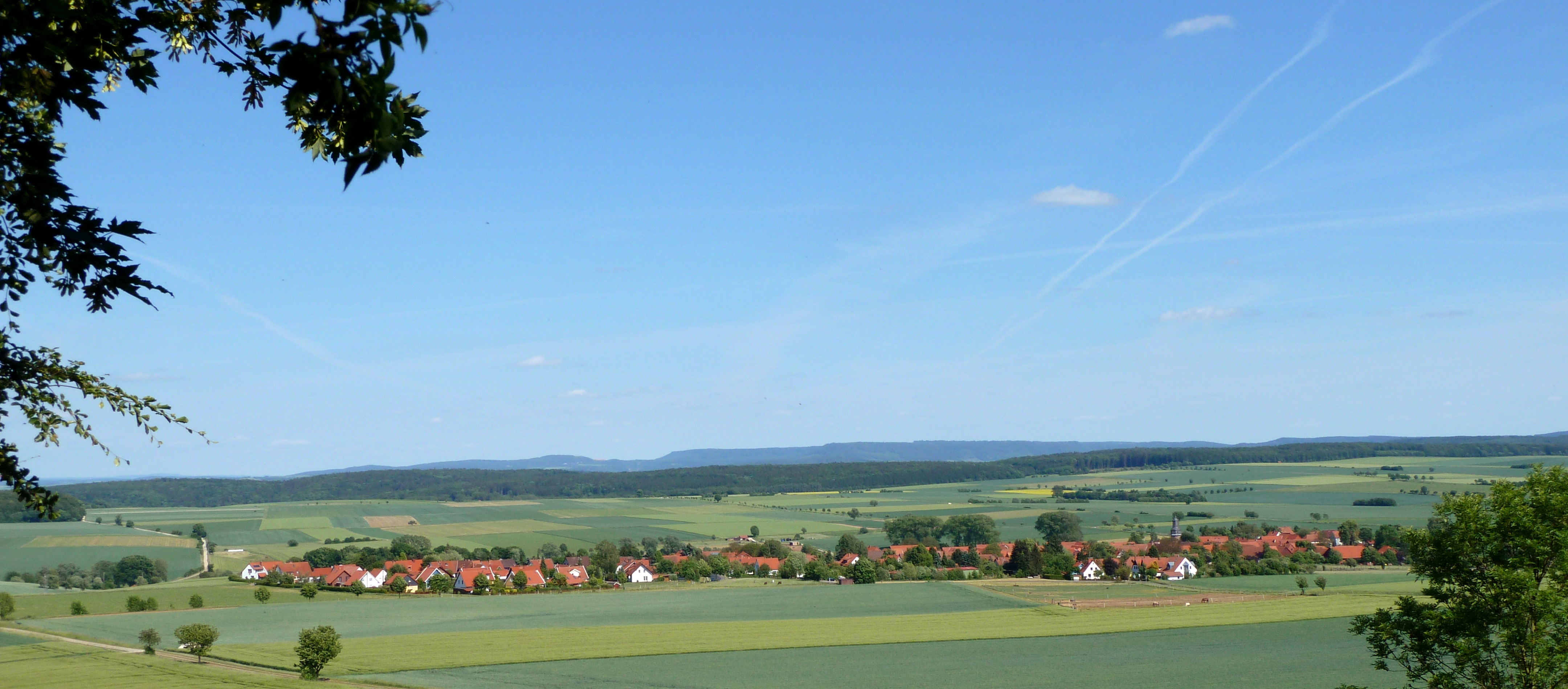
Das Becken von Sattenhausen von Westen gesehen

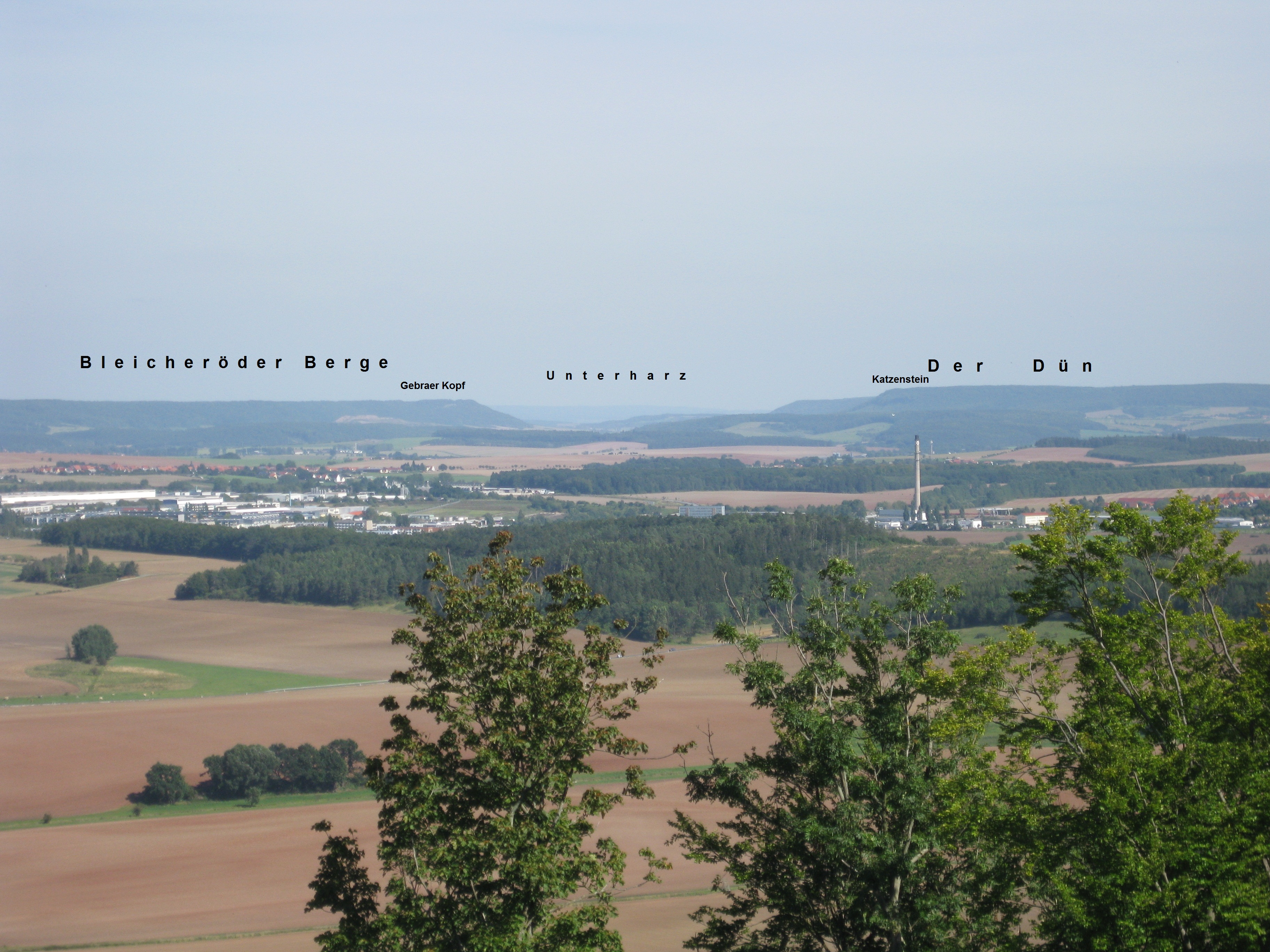
Der Eichsfelder Kessel von der Burg Scharfenstein aus gesehen

Das Kernland des Unteren Eichsfeldes, das Eichsfelder Hügelland, ist ein relativ einheitlich strukturiertes plateauartiges Buntsandsteingebiet, dessen Südflanke vom Tal der Leine von (Leinefelde-)Beuren im Osten über die Verwaltungsgemeinschaft Leinetal und Heiligenstadt bis Uder (alle Landkreis Eichsfeld, Thüringen) im Westen gebildet wird.
Von hier aus zieht sich die Landschaft trichterförmig nach Norden in das Gebiet der Gemeinde Gleichen im Landkreis Göttingen (Niedersachsen) bis zum Tal der Garte zwischen Glasehausen und Wöllmarshausen.
Am Übergang der Hügellandschaft zur Landschaft des Eichsfelder Beckens (Duderstädter Becken) bildet der Höhenzug des Zehnsberges eine steile Stufenformation (Salzhang), die durch Auslaugung und Absenkung des Beckens entstanden ist. Sie reicht von der Stadt Leinefelde-Worbis im Südosten bis zur niedersächsischen Landesgrenze bei Etzenborn im Nordwesten. Die Kammlage bildet zusammen mit dem Nordrand des Ohmgebirges die Sprachgrenze zwischen dem niederdeutschen und mitteldeutschen Dialekt im Eichsfeld.
Innerhalb der Buntsandsteinlandschaft sind in Nordost-Südwest-Richtung Störungen aus Muschelkalk in Form von Zeugenbergen zwischen Weißenborn (NDS) und Uder (TH) eingelagert: Hopfenberg/Klei (bis 350 m), Dietzenberg (371,2 m), Steinberg (366,0 m) und Wessen (344,3 m). Im Grenzbereich zum Reinhäuser Wald sind es der Rohrberg (415,4 m) und der Rusteberg (397,4 m) als Einzelberge.

#### Becken von Sattenhausen
Nördlich der rechten Rahmung des Gartetals geht das Eichsfelder Becken im niedersächsischen Landkreis Göttingen in das kleine Becken von Sattenhausen über, das außer dem namensgebenden Dorf Sattenhausen (Gemeinde Gleichen) am Westrand, noch Falkenhagen (Gemeinde Landolfshausen) im äußersten Nordwesten enthält.

#### Eichsfelder Kessel
Westlich der beiden Kernorte von Leinefelde-Worbis wird das Einzugsgebiet des Quelllaufes der Leine durch die nach Norden verlaufende Bergkette Kessenberg (434,5 m), Zehnsberg (412,0 m) und Zinkspitze (431,6 m) nach Westen abgeriegelt. Diese Schwelle im Westen begrenzt zusammen mit Ohmgebirge und Bleicheröder Bergen im Norden und dem Dün im Süden den fast komplett im Landkreis Eichsfeld liegenden Eichsfelder Kessel.
Der Kessel wird überwiegend durch die obere Wipper entwässert, die die Landschaft an der Eichsfelder Pforte bei Sollstedt (Landkreis Nordhausen) nach Osten verlässt. An der Wipper und ihren Nebenbächen liegt auch Niederorschel mit seinen Ortsteilen, die mehr als die Hälfte der Fläche des Naturraumes einnehmen.
Geologisch interessant ist ein nur schwach ausgebildeter Muschelkalk-Kamm im südlichen Teil der Ohmgebirgs-Grabenzone, der im Westen der Einheit vom Eulenberg (388 m) direkt durch Leinefelde, Breitenbach, den Klien (408,9 m) und Worbis bis zur Hardt (415,1 m) am Südrand des Ohmgebirges nach Nordnordosten zieht und einen Abschnitt der Elbe-Weser-Wasserscheide (bzw. Leine/Unstrut) einnimmt.
Beide genannten Schwellen sind Zeugen der Eichsfeld-Schwelle, die sich einstmals vom Thüringer Wald bis zum Harz zog.

## Berge
Die wichtigsten Berge und Erhebungen im Unteren Eichsfeld (ohne Ohmgebirge und Bleicheröder Berge) gliedern sich der Höhe nach:
- Becken von Sattenhausen (alle Landkreis Göttingen):
  - Rote Uferberg (ca. 360 m), westlich von Etzenborn
  - namenlos (293,7 m), westlich von Nesselröden (Hainholz)
  - Sonnenberg (278 m), westlich von Seulingen
- Eichsfelder Hügelland:
  - Kessenberg (434,5 m), Landkreis Eichsfeld, nordwestlich von Leinefelde (Zehnsberg)
  - Zinkspitze (431,4 m), Landkreis Eichsfeld, östlich von Hundeshagen (Zehnsberg)
  - Rohrberg (415,4 m), Landkreis Eichsfeld, westlich von Rohrberg (naturräumlich auch zum Göttingen-Northeimer Wald)
  - Zehnsberg (412,0 m), Landkreis Eichsfeld, südlich von Hundeshagen (Zehnsberg)
  - Roter Berg (406,9 m), Landkreis Eichsfeld, südlich von Berlingerode (Zehnsberg)
  - Rusteberg (397,4 m), Landkreis Eichsfeld, nördlich von Marth
  - Rumsberg (384,4 m), Landkreis Eichsfeld, südlich von Streitholz
  - Beberberg (373,4 m), Landkreis Eichsfeld, nordöstlich von Mengelrode
  - Mausberg (333 m), Landkreis Göttingen, westlich von Weißenborn
  - Großer Sieberg (ca. 320 m), Landkreis Göttingen, östlich von Ischenrode
- Teil der Elbe-Weser-Wasserscheide: (alle Landkreis Eichsfeld)
  - Klien (408,9 m), südwestlich von Worbis
  - Eulenberg (388,0 m), nördlich von Kallmerode
  - Richteberg (376,9 m), südwestlich von Leinefelde
- Eichsfelder Kessel:
  - Sommerberg (379,0 m), Landkreis Eichsfeld, nördlich von Breitenholz
  - Herrenberg (373,0 m), Grenzbereich der Landkreise Eichsfeld und Nordhausen, südlich von Bernterode
  - Höllberg (350,3 m), Grenzbereich der Landkreise Eichsfeld und Nordhausen, nördlich von Bernterode (mit dem Höllbergtunnel)

## Fließgewässer
Die Elbe-Weser-Wasserscheide verläuft entlang des Worbiser Grabens mitten durch das Untere Eichsfeld. Hier ist Quellgebiet einiger Flüsse und Bäche, wie der Garte, Hahle und Leine, sowie deren zahlreichen Zuflüssen. Nach Osten durchfließt die Wipper vom Ohmgebirge kommend den Eichsfelder Kessel.

## Verkehr
Das Untere Eichsfeld wird seit Jahrhunderten als Handelsweg insbesondere in Ost-West-Richtung genutzt. Heute verlaufen hier die ehemalige Bundesstraße 80 (von Nordhessen nach Halle (Saale)), die Bundesautobahn 38 (Göttingen-Leipzig) und die Eisenbahnstrecke Halle-Kassel. In Nord-Süd-Richtung durchquert die B 247 und die Eisenbahnstrecke von Göttingen nach Erfurt die Region.
Auf einem Plateau nördlich von Heiligenstadt befindet sich ein Segelflugplatz mit Zulassung für Privatflugzeuge.

## Sehenswürdigkeiten
Zu den Sehenswürdigkeiten in der abwechslungsreichen Landschaft gehören:
- Histor. Stadtkern von Heilbad Heiligenstadt
- Johann-Carl-Fuhlrott-Denkmal und Leinequelle in Leinefelde
- Burgruine Rusteberg und Schloss Rusteberg bei Marth
- Wallfahrtskapelle Etzelsbach bei Steinbach
- Wehrkirchen in Sattenhausen und Weißenborn
- Schulmuseum in Uder
- Rengelröder Warte bei Heiligenstadt
- Ehemaliges Kloster Beuren und der Zollturm in Beuren
- Talsperre Birkungen
- Mühlentour entlang der Ohne
- Zwergenhöhle im Buntsandstein westlich von Heiligenstadt